# Ettore Levi Della Vida
Ettore Levi Della Vida (Venezia, 5 aprile 1852 – Roma, 26 gennaio 1923) è stato un banchiere, imprenditore e dirigente d'azienda italiano. Dal 1894 al 1899 fu vice-direttore generale della Banca d'Italia.

## Biografia
Nacque da Moisè Levi, fratello del politico garibaldino David Levi, nonché nipote di David Levi, figura di spicco nel settore tessile piemontese, e da Adele Della Vida, fervida intellettuale che aveva partecipato ai moti risorgimentali del 1849, figlia dell'illustre imprenditore Samuele Della Vida, fondatore delle Assicurazioni Generali.
Fu un importante banchiere italiano.